# Oxera macrocalyx
Espèce
Synonymes
- Borya latreillei Montrouz. ex Beauvis.[2]
- Maoutia neriifolia Montrouz.[2]
- Oxera cordifolia Vieill.[2]
- Oxera heteromera Brongn. ex Guillaumin[2]
- Oxera inodora de Kok[2]
- Oxera macrocalyx Dubard[2]
- Oxera neriifolia var. artensis Dubard[2]
- Oxera oblongifolia Vieill.[2]
- Oxera suaveolens Guillaumin[2]

Statut de conservation UICN

 VU B1+2c : Vulnérable
Oxera macrocalyx est une espèce de plantes à fleurs de la famille des Lamiaceae.

## Liste des sous-espèces
Selon Tropicos (11 avril 2019) :
- sous-espèce Oxera macrocalyx subsp. sororia (Däniker) de Kok

## Publication originale
- Bulletin de la Société Botanique de France 53: 710. 1906.